# Глоткові зуби

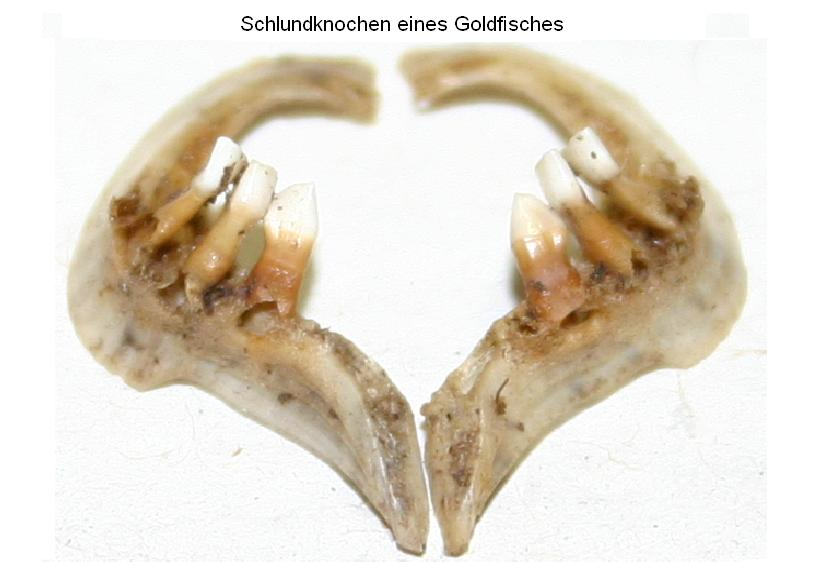
Глоткові зуби золотої рибки

Глоткові зуби – зуби, що розташовані на зябрових дугах кісткових риб. Можуть бути одно- двох- або трьохрядними. Нижні глоткові зуби розвиваються на одному елементі п'ятої зябрової дуги, що відповідає ceratobranchiale (верхній елемент нижньої половини дуги) інших дуг. Особливого розвинені вони у родині коропові. Верхні глоткові зуби зазвичай розвиваються на верхніх елементах (pharyngobranchialia), що зрослися другої, третьої та четвертої зябрових дуг. Глоткові зуби утримують їжу та подрібнюють (розчавлюють, перетирають) її. Протягом життя риби вони неодноразово змінюються. Кількість, форма та розташування глоткових зубів різні у різних видів риб, що має велике значення для систематики. Для позначення глоткових зубів застосовується спеціальна формула, у якій кількість з однієї та іншої сторони поділена рискою. Якщо зуби розташовані у кілька рядів, ближче до риски пишуть кількість зубів, розташованих ближче до зовнішнього краю дуги, а потім кількість в інших рядах. 